# Bowie (Texas)
Bowie é uma cidade localizada no estado norte-americano do Texas, no Condado de Montague.

## Demografia
Segundo o censo norte-americano de 2000, a sua população era de 5219 habitantes. 
Em 2006, foi estimada uma população de 5566, um aumento de 347 (6.6%).

## Geografia
De acordo com o United States Census Bureau tem uma área de 
9,8 km², dos quais 9,8 km² cobertos por terra e 0,0 km² cobertos por água. Bowie localiza-se a aproximadamente 338 m acima do nível do mar.

## Localidades na vizinhança
O diagrama seguinte representa as localidades num raio de 32 km ao redor de Bowie. 